# Harry Shearer
Harry Shearer (* 23. prosince 1943 Los Angeles) je americký herec, komik, spisovatel, hudebník, rozhlasový moderátor, režisér a producent. Shearer se narodil v Los Angeles v Kalifornii a svou kariéru zahájil jako dětský herec. V letech 1969 až 1976 byl Shearer členem rozhlasové komediální skupiny The Credibility Gap. Po rozpadu skupiny Shearer spolu s Albertem Brooksem napsal scénář k filmu Real Life (1979) a pracoval jako scenárista na televizním seriálu Martina Mulla Fernwood 2 Night.
V letech 1979–1980 a 1984–1985 byl Shearer členem štábu pořadu Saturday Night Live. Shearer spolupracoval na filmu Hraje skupina Spinal Tap (1984), satirickém rockovém dokumentu, který se stal hitem. V roce 1989 se připojil k obsazení animovaného sitcomu Simpsonovi; propůjčil hlas postavám jako pan Burns, Waylon Smithers, ředitel Skinner, Ned Flanders, reverend Lovejoy, Kent Brockman, doktor Dlaha a dalším. Shearer se objevil ve filmech jako Truman Show (1998) a Vichřice (2003) a režíroval filmy Teddy Bears' Picnic (2002) a The Big Uneasy (2010). Od roku 1983 je Shearer moderátorem veřejnoprávního rozhlasového komediálně-hudebního pořadu Le Show, který zahrnuje satiru, hudbu a skečovou komedii. Napsal tři knihy.
Shearer je držitelem ceny Primetime Emmy a získal několik dalších nominací na ceny Emmy a Grammy. Od roku 1993 je ženatý se zpěvačkou a skladatelkou Judith Owenovou. V roce 2013 se stal rezidenčním umělcem na Loyola University v New Orleans.

## Raný život
Shearer se narodil 23. prosince 1943 v Los Angeles v Kalifornii jako syn účetní Dory a Macka Shearera. Jeho rodiče byli židovští přistěhovalci z Rakouska a Polska. Od svých čtyř let měl Shearer učitelku klavíru, jejíž dcera pracovala jako dětská herečka. Učitelka klavíru se později rozhodla změnit profesi a stát se dětskou agentkou, protože díky práci své dcery znala lidi z branže. Učitelka požádala Shearerovy rodiče o svolení vzít ho na konkurz. O několik měsíců později zavolala Shearerovým rodičům a řekla jim, že Shearera dostala na konkurz do rozhlasového pořadu The Jack Benny Program. Shearer roli získal, když mu bylo sedm let. Jacka Bennyho popsal jako „velmi vřelého a přístupného“. „Byl to člověk, který si potrpěl na to, aby se ostatní lidé v pořadu smáli, což mi tak trochu zkazilo náladu na ostatní lidi v komedii,“ uvedl. Shearer v jednom rozhovoru uvedl, že jedním z lidí, kteří ho vzali „pod svá křídla“ a patřili k jeho nejlepším přátelům během jeho začátků v showbyznysu, byl dabér Mel Blanc, který namluvil mnoho animovaných postaviček včetně králíka Bugse, kačera Daffyho a Barneyho Rubblea. Shearer debutoval ve filmu Abbott and Costello Go to Mars (1953), kde měl malou roli, a objevil se ve filmu The Robe (rovněž 1953). Během dětství a dospívání pracoval v televizi, filmu a rozhlase. V roce 1957 si Shearer zahrál předchůdce postavy Eddieho Haskella v pilotní epizodě televizního seriálu Leave It to Beaver. Po natáčení Shearerovi rodiče prohlásili, že nechtějí, aby se stal pravidelným hercem v seriálu. Místo toho chtěli, aby jen příležitostně pracoval, a mohl tak prožít normální dětství. Shearer a jeho rodiče se rozhodli, že nepřijmou roli v seriálu, pokud se ho některá z televizních stanic ujme.
Na začátku 60. let Shearer navštěvoval Kalifornskou univerzitu v Los Angeles jako student politických věd a rozhodl se skončit se showbyznysem, aby se stal „seriózním člověkem“, což mu však podle jeho slov vydrželo přibližně měsíc, a již v prvním ročníku nastoupil do redakce Daily Bruin, univerzitních novin, a byl rovněž redaktorem univerzitního humoristického časopisu (Satyr), včetně parodie Preyboy z června 1964. V tomto období také pracoval jako hlasatel v rozhlasové stanici KRLA, která vysílala v Pasadeně v kategorii top 40. Jeden rok navštěvoval postgraduální studium na Harvardově univerzitě a pracoval ve státní legislativě v Sacramentu. V letech 1967 a 1968 působil jako středoškolský učitel, vyučoval angličtinu a společenské vědy. Učení zanechal po „neshodách s administrativou“.
V letech 1969–1976 byl Shearer členem rozhlasové komediální skupiny The Credibility Gap, do které patřili David Lander, Richard Beebe a Michael McKean. Skupinu tvořila „parta zpravodajů“ na KRLA 1110, „stanici číslo dvě“ v Los Angeles. Chtěli dělat víc než jen přímé zprávy, a tak najali komiky, kteří byli talentovaní zpěváci. Shearer se o tom dozvěděl od kamaráda, a tak přinesl do stanice kazetu a nervózně ji předal recepčnímu. Ještě ten den se dozvěděl, že ho přijali. Rozhlasový pořad skupiny byl v roce 1970 zrušen stanicí KRLA a v roce 1971 stanicí KPPC-FM, a tak začali vystupovat v různých klubech a na koncertních místech. Během působení v KRLA Shearer také dělal rozhovor s Creedence Clearwater Revival pro hudební dokument Pop Chronicles. V roce 1973 se Shearer objevil jako Jim Houseafire na albu How Time Flys Davida Ossmana z The Firesign Theatre. Skupina The Credibility Gap se rozpadla v roce 1976, kdy Lander a McKean odešli hrát do sitcomu Laverne & Shirley. Shearer začal spolupracovat s Albertem Brooksem, produkoval jedno z Brooksových alb a podílel se na scénáři k filmu Real Life (1979). Shearer také začal psát scénáře pro televizní seriál Martina Mulla Fernwood 2 Night. V polovině 70. let začal spolupracovat s Robem Reinerem na pilotním filmu pro televizi ABC. Seriál, v němž hráli Christopher Guest, Tom Leopold a McKean, nebyl přijat.

## Kariéra

### Saturday Night Live
V srpnu 1979 byl Shearer přijat jako scenárista a člen štábu Saturday Night Live, jeden z prvních přírůstků do původního obsazení z roku 1975 a neoficiální náhrada za Johna Belushiho a Dana Aykroyda, kteří ze show odcházeli. Al Franken doporučil Shearera tvůrci Saturday Night Live Lornu Michaelsovi. Shearer popisuje svou zkušenost v show jako „peklo“ a „ne zrovna příjemné místo k práci“. Nevycházel dobře s ostatními scenáristy a členy štábu a uvádí, že nebyl zařazen mezi herce do úvodní montáže (ačkoli v posledních epizodách sezóny 1979–80 byl do montáže přidán) a že Lorne Michaels řekl zbytku štábu, že je pouze scenáristou. Michaels odešel ze Saturday Night Live na konci páté řady a vzal s sebou celé obsazení. Shearer řekl novému výkonnému producentovi Jeanu Doumanianovi, že „není Lorneův fanoušek“, a nabídl mu, že v pořadu zůstane, pokud dostane možnost přepracovat program a přivést zkušené komiky, jako je Christopher Guest. Doumanian ho však odmítl, a tak se rozhodl odejít spolu se zbytkem herců.
V roce 1984 při propagaci filmu Hraje skupina Spinal Tap vystoupili Shearer, Christopher Guest a Michael McKean v pořadu Saturday Night Live. Všem třem členům byla nabídnuta možnost připojit se k pořadu v sezóně 1984–1985. Shearer nabídku přijal, protože se k němu producenti chovali dobře a myslel si, že se prostředí v zákulisí zlepšilo, ale později prohlásil, že si „neuvědomil, že s hosty se zachází lépe než se stálými členy“. Guest nabídku také přijal, zatímco McKean ji odmítl, ačkoli se k hercům připojil až v roce 1994. Dick Ebersol, který nahradil Lornea Michaelse na pozici producenta pořadu, řekl, že Shearer byl „nadaný umělec, ale osina v zadku. Je prostě tak náročný na přesnost věcí a je velmi, velmi tvrdý na pracující lidi. Je to prostě člověk, se kterým je noční můra.“ V lednu 1985 Shearer ze seriálu nadobro odešel, částečně proto, že měl pocit, že není dostatečně využíván. Martin Short řekl, že Shearer „chtěl být kreativní a Dick (Ebersol) chtěl něco jiného. (…) Myslím, že měl pocit, že jeho hlas není v pořadu zastoupen. Když tu šanci nedostával, velmi ho to rozčilovalo.“

### Spinal Tap
Shearer byl spoluautorem filmu Roba Reinera Hraje skupina Spinal Tap (1984) a rovněž jeho scénáře. Shearer, Reiner, Michael McKean a Christopher Guest dostali smlouvu na napsání prvního návrhu scénáře pro společnost Marble Arch. Rozhodli se, že film nelze napsat, a místo toho natočili dvacetiminutovou ukázku toho, co chtěli natočit. Nakonec mu dali zelenou Norman Lear a Jerry Perenchio ze společnosti Embassy Pictures. Film satirizuje divoké osobní chování a hudební nároky hardrockových a heavymetalových kapel, stejně jako hagiografické tendence tehdejších rockových dokumentů. Tři hlavní členy skupiny Spinal Tap – Davida St. Hubbinse, Dereka Smallse a Nigela Tufnela – ztvárnili McKean, Shearer a Guest v tomto pořadí. Tito tři herci hrají na své hudební nástroje a v průběhu filmu mluví s posměšným anglickým přízvukem. Film neměl žádný scénář, i když většina scén byla rozepsána, a mnoho replik bylo vytvořeno během natáčení. Film byl natočen za 25 dní.
Shearer v jednom rozhovoru řekl: „Oživujícím impulsem bylo udělat rock'n'roll správně. Všichni čtyři jsme se pohybovali v prostředí rock'n'rollu a byli jsme ohromeni tím, jak neúprosně se v něm filmy mýlí. Protože jsme byli zábavní lidé, měl to být zábavný film, ale chtěli jsme to udělat správně.“. Když se ho snažili prodat různým hollywoodským studiím, bylo jim řečeno, že film nebude fungovat. Skupina stále opakovala: „Ne, tohle je příběh, který je lidem dost známý. Nepředstavujeme jim nic, co by vlastně neznali,“ a tak si Shearer myslel, že to bude mít alespoň nějakou odezvu u veřejnosti. Film měl při svém prvním uvedení jen skromný úspěch, ale po uvedení na video zaznamenal větší úspěch a vytvořil si kult. V roce 2000 se film umístil na 29. místě v žebříčku 100 nejlepších komedií americké kinematografie, který sestavil Americký filmový institut, a Knihovna Kongresu USA jej vybrala k uchování v Národním filmovém registru Spojených států jako „kulturně, historicky nebo esteticky významný“.
Shearer, Guest a McKean od té doby pracovali na několika projektech jako jejich postavy ze Spinal Tap. Vydali tři alba: This Is Spinal Tap (1984), Break Like the Wind (1992) a Back from the Dead (2009). V roce 1992 se Spinal Tap objevili v epizodě seriálu Simpsonovi s názvem Otto v akci. Skupina odehrála několik koncertů, mimo jiné 7. července 2007 na Live Earth v Londýně. V očekávání této show natočil Rob Reiner krátký film s názvem Spinal Tap. V roce 2009 skupina vydala k 25. výročí uvedení filmu album Back from the Dead, které obsahuje znovu nahrané verze písní, jež zazněly ve filmu Hraje skupina Spinal Tap, a pět písní nových. Kapela odehrála 30. června 2009 v londýnské Wembley Areně „světové turné“ s jedním koncertem. Jako předskokan vystoupila skupina The Folksmen, zesměšněná kapela, která se objevila ve filmu Vichřice a kterou rovněž tvoří postavy ztvárněné Shearerem, McKeanem a Guestem.

### Simpsonovi
Shearer je známý díky své práci dabéra v seriálu Simpsonovi. Matt Groening, tvůrce seriálu, byl Shearerovým fanouškem, zatímco Shearer byl fanouškem sloupku, který Groening psal. Když ho Groening oslovil, aby v seriálu hrál, Shearer se zpočátku zdráhal, protože si myslel, že nahrávání bude příliš náročné. Měl pocit, že dabování „není moc velká zábava“, protože tradičně dabéři nahrávají své role odděleně. Bylo mu řečeno, že herci budou své repliky nahrávat společně, a po třech telefonátech výkonnému producentovi Jamesi L. Brooksovi se Shearer nechal přesvědčit, aby se k obsazení Simpsonových připojil. Shearerův první dojem ze Simpsonových byl, že je to vtipné. On – který to považoval za „vcelku skvělý“ způsob práce – považoval za zvláštní, že jeho kolegové z obsazení byli neoblomní a nechtěli, aby je veřejnost znala jako lidi, kteří se skrývají za hlasy.
Shearer propůjčil hlasy mimo jiné řediteli Skinnerovi, Kentu Brockmanovi, panu Burnsovi, Waylonu Smithersovi, Nedu Flandersovi, reverendu Lovejoyovi, doktoru Dlahovi, Lennymu Leonardovi, Ottovi Mannovi, Rainieru Wolfcastlovi, Scratchymu, Kangovi, doktoru Marvinu Monroeovi a soudci Snyderovi, přičemž hlasy všech svých stálých postav popsal jako „snadno vklouznutelné. (…) Nedělal bych je, kdyby nebyly snadné.“ Hlas pana Burnse Shearer vymodeloval podle dvou herců Lionela Barrymora a Ronalda Reagana. Shearer říká, že Burns je pro něj nejtěžší postava na namluvení, protože je drsný na hlasivky a často musí pít čaj s medem, aby hlas zklidnil. Burnse popisuje jako svou oblíbenou postavu a říká, že „má rád pana Burnse, protože je to čiré zlo. Spousta zlých lidí dělá tu chybu, že ho ředí. Nikdy své zlo nefalšujte.“ Shearer je také hlasem Burnsova asistenta Smitherse a je schopen přednést dialog mezi oběma postavami na jeden záběr. V epizodě Bartovo vnitřní dítě Shearer řekl Ottovým hlasem „Wow.“, což pak bylo použito, když byl Otto viděn, jak skáče na trampolíně. Ned Flanders měl být původně jen soused, na kterého Homer Simpson žárlil, ale protože Shearer pro něj použil „takový sladký hlas“, byl Flanders rozšířen na křesťana a milého chlapíka, vedle kterého by někdo raději bydlel než vedle Homera. Hlas doktora Marvina Monroea byl založen na hlasu psychiatra Davida Viscotta. Od sedmé řady byl Monroe s výjimkou několika epizodních vystoupení z velké části stažen, protože namlouvání této postavy namáhalo Shearerovo hrdlo.
V roce 2004 Shearer kritizoval to, co vnímal jako klesající kvalitu seriálu: „Poslední tři řady hodnotím jako jedny z nejhorších, takže čtvrtá řada mi teď připadá velmi dobrá.“. Shearer se také vyjádřil k dílu Ředitel Skinner a seržant Skinner, jedné z nejkontroverznějších epizod Simpsonových. Mnoho fanoušků a kritiků reagovalo negativně na odhalení, že ředitel Seymour Skinner, který se v seriálu objevuje od první řady, je podvodník. Epizodu kritizovali jak Shearer, tak Groening. Shearer v rozhovoru z roku 2001 vzpomínal, že po přečtení scénáře řekl scenáristům: „To je tak špatně. Berete něco, do čeho diváci investovali osm nebo devět let, a jen tak to bezdůvodně hodíte do koše kvůli příběhu, který jsme už dělali s jinými postavami. Je to tak svévolné a bezdůvodné a je to neuctivé vůči divákům.“. V rozhovoru z prosince 2006 Shearer dodal: „Teď o tom (scenáristé) odmítají mluvit. Uvědomují si, že to byla strašná chyba. Nikdy se o tom nezmiňují. Je to, jako by (diváky) trestali za to, že jim věnovali pozornost.“.
Kvůli konfliktům s rozvrhem a dostupností se Shearer rozhodl neúčastnit se otevření atrakce The Simpsons Ride, která byla otevřena v roce 2008, takže žádná z jeho postav nemá namluvené pasáže a mnohé se v jízdě vůbec neobjevují. V rozhovoru pro The Howard Stern Show v roce 2010 Shearer naznačil, že důvodem, proč se jízdy neúčastnil, bylo to, že by za ni nedostal zaplaceno. Podobně se Shearer nemohl objevit v crossoverové epizodě Griffinových Griffinovi ve Springfieldu kvůli dalším konfliktům s rozvrhem. Proto jsou jeho postavy opět němé. Na otázku, co si myslí o crossoveru, Shearer odpověděl: „Hmota a antihmota.“.
Do roku 1998 dostával Shearer za každou epizodu 30 000 dolarů. Během sporu o plat v roce 1998 společnost Fox pohrozila, že nahradí šest hlavních dabérů novými herci, a zašla dokonce tak daleko, že připravila casting nových hlasů. Spor se však podařilo vyřešit a Shearer dostával 125 000 dolarů za epizodu až do roku 2004, kdy dabéři požadovali, aby jim bylo vypláceno 360 000 dolarů za epizodu. Spor byl vyřešen o měsíc později a Shearerův plat se zvýšil na 250 000 dolarů za epizodu. Po opětovném vyjednávání o platech v roce 2008 dostávali dabéři 400 000 dolarů za epizodu. O tři roky později, kdy společnost Fox hrozila zrušením seriálu, pokud nebudou sníženy náklady na výrobu, Shearer a ostatní dabéři přijali snížení platu o 30 %, na něco málo přes 300 000 dolarů za epizodu. Dne 14. května 2015 Shearer oznámil, že ze seriálu odchází. Poté, co ostatní dabéři podepsali smlouvu na stejný plat, Shearer odmítl s tím, že je to málo. Al Jean vydal prohlášení producentů, že „seriál musí pokračovat“, ale neupřesnil, co by se mohlo stát s postavami, které Shearer namluvil. Dne 7. července 2015 Shearer souhlasil, že bude v seriálu pokračovat za stejných podmínek jako ostatní dabéři.

### Wild Discovery
Shearer je známý také díky své práci vypravěče v seriálu Wild Discovery.

### Le Showa rozhlasová práce
Od roku 1983 je Shearer moderátorem veřejnoprávního rozhlasového komediálně-hudebního pořadu Le Show. Tento pořad je směsicí satirických komentářů ke zprávám, hudby a komediálních skečů, které si berou na mušku „megadebily z mocných médií“. Vysílá jej řada stanic National Public Radio a dalších veřejnoprávních rádií po celých Spojených státech. Od sloučení služeb satelitních rádií SIRIUS a XM již pořad není dostupný ani na jedné z nich. Pořad byl také zpřístupněn jako podcast na iTunes a WWNO. V týdenním pořadu Shearer střídavě dělá dýdžeje, čte a komentuje zprávy dne po vzoru Morta Sahla a předvádí originální (většinou politické) komediální skeče a písně. V roce 2008 vydal Shearer hudební CD nazvané Songs of the Bushmen, které se skládá z jeho satirických čísel o bývalém prezidentovi Georgi W. Bushovi v pořadu Le Show. Shearer uvádí, že kritizuje stejně republikány i demokraty, a také říká, že „železný zákon dělání komedie o politice je, že si děláte legraci z toho, kdo to tady vede“, a že „všichni ostatní jenom běhají a mluví. Oni jsou ti, kteří skutečně něco dělají, mění životy lidí k lepšímu nebo horšímu. Ostatní lidé, které média nazývají ‚satiriky‘, takhle nefungují.“
Od doby, kdy se Shearer setkal se satelitními zpravodajskými kanály, když pracoval na Saturday Night Live, byl fascinován obsahem videa, které se nevysílá. Shearer tyto klipy označuje jako nalezené objekty. „Říkal jsem si, páni, toho materiálu je prostě nekonečná zásoba a je úžasný a fascinující a zábavný a někdy strašidelný – ale vždycky je dobrý,“ řekl Shearer. Tento materiál sbírá a používá ho v Le Show a na svých webových stránkách. V roce 2008 sestavil z této sbírky videoklipy s novináři do umělecké instalace nazvané „The Silent Echo Chamber“ (Tichá ozvěna), která byla vystavena v The Aldrich Contemporary Art Museum v Ridgefieldu ve státě Connecticut. Výstava byla v roce 2009 vystavena také v Institut Valencià d'Art Modern (IVAM) ve španělské Valencii a v roce 2010 v New Orleans Contemporary Arts Center.
V roce 2006 se Shearer objevil spolu s Brianem Hayesem ve čtyřech epizodách sitcomu BBC Radio 4 Not Today, Thank You, kde hrál Nostrilse, muže tak ošklivého, že nesnese svou vlastní přítomnost. Původně se měl objevit ve všech šesti epizodách, ale z natáčení dvou musel odstoupit kvůli problémům s pracovním povolením. 19. června 2008 bylo oznámeno, že Shearer obdrží hvězdu na Hollywoodském chodníku slávy v kategorii rozhlas.

### Další kariéra
První celovečerní film, který Shearer režíroval, Teddy Bears' Picnic, ke kterému napsal i scénář, byl uveden v roce 2002. Děj je založen na kempingovém místě Bohemian Grove, kde se koná třítýdenní tábor nejmocnějších mužů světa. Film nebyl kritikou přijat dobře. Na serveru Rotten Tomatoes získal 0% hodnocení, přičemž všech 19 recenzí bylo označeno jako negativní a na serveru Metacritic získal z 10 recenzí hodnocení 32 ze 100 (což znamená „obecně negativní hodnocení“). V roce 2003 se podílel na scénáři k filmu J. Edgar! The Musical s Tomem Leopoldem, který parodoval vztah J. Edgara Hoovera s Clydem Tolsonem. Muzikál měl premiéru na americkém festivalu komediálního umění v Aspenu v Coloradu a v hlavních rolích se představili Kelsey Grammer a John Goodman.
Shearer, Guest a McKean si zahráli ve folkovém hudebním mockumentu A Mighty Wind (2003), kde ztvárnili skupinu The Folksmen. Scénář k filmu napsali Guest a Eugene Levy a režíroval jej Guest. Shearer měl hlavní roli v parodii na oscarové politikaření Nominace na Oscara, kterou režíroval Guest a jež byla uvedena v roce 2006. Hrál Victora Allana Millera, hereckého veterána, který je přesvědčen, že bude nominován na Oscara. Objevil se také jako moderátor zpráv ve filmu Godzilla (1998) s kolegy ze Simpsonových Hankem Azariou a Nancy Cartwrightovou. Mezi jeho další filmové role patří Správná posádka (1983), Král rybář (1991), Truman Show (1998), Malí válečníci (rovněž 1998) a EdTV (1999). Režíroval také televizní pořad Portrait of a White Marriage (1988), pokračování filmu The History of White People in America a také v něm účinkoval.
Shearer pracoval také jako tvůrce sloupků pro časopis Los Angeles Times, ale rozhodl se, že „se z toho stala taková ztráta času, že se tím nemusel zabývat“. Jeho sloupky byly publikovány také v časopisech Slate a Newsweek. Od května 2005 je přispěvatelem blogu The Huffington Post. Man Bites Town, vydaná v roce 1993, je sbírkou sloupků, které psal pro Los Angeles Times v letech 1989–1992. Kniha It's the Stupidity, Stupid, vydaná v roce 1999, analyzuje nenávist některých lidí k tehdejšímu prezidentovi Billu Clintonovi. Shearer se domnívá, že Clinton se stal neoblíbeným proto, že měl poměr s „nejméně vlivnou a nejméně důvěryhodnou ženou, která byla vpuštěna do jeho oficiálního areálu“. Jeho poslední knihou je Not Enough Indians, jeho první román. Vyšla v roce 2006 a je to komický román o indiánech a hazardních hrách. Bez „potěšení ze spolupráce“ a „spontánnosti a improvizace, které charakterizují jeho ostatní projekty“, bylo pro Shearera psaní knihy Not Enough Indians „bojem“. Řekl, že „jediná zábavná věc na tom byla, že to napsal. Bylo to osamělé, neměl jsem na to žádnou smlouvu a trvalo to šest let. Byl to hluboce znepokojující akt sebekázně.“
Shearer vydal pět sólových komediálních alb: It Must Have Been Something I Said (1994), Dropping Anchors (2006), Songs Pointed and Pointless (2007), Songs of the Bushmen (2008) a Greed and Fear (2010). Jeho nejnovější CD Greed and Fear se zabývá především ekonomickými problémy Wall Street, nikoliv politikou jako jeho předchozí alba, ale je zaměřeno na ekonomické otázky. Shearer se rozhodl album natočit, když ho „začal bavit jazyk ekonomického kolapsu – když se z ‚toxických aktiv‘ najednou stala ‚problémová aktiva‘ a z něčeho, co otravuje systém, se stala jen banda delikventní mládeže se špinavými obličeji, která nepotřebuje odstranit ze systému, ale jen… pochopit“. V květnu 2006 Shearer obdržel čestný doktorát na Goucher College.

### The Big Uneasy
Shearer je režisérem dokumentárního filmu The Big Uneasy (2010) o dopadech hurikánu Katrina na New Orleans. Film, jehož vypravěčem je herec John Goodman, popisuje selhání hrází a katastrofální záplavy v metropolitní oblasti New Orleans a obsahuje rozsáhlé rozhovory s bývalým profesorem LSU Ivorem Van Heerdenem, Robertem Beou, profesorem inženýrství na Kalifornské univerzitě v Berkeley, a Marií Garzino, inženýrkou a smluvní specialistkou losangeleského okrsku inženýrského sboru americké armády. Film je kritický k Armádnímu inženýrskému sboru Spojených států a jeho řízení projektů protipovodňové ochrany v jižní Louisianě. Shearer se opírá o řadu technických odborníků a tvrdí, že „tragické záplavy způsobující rozsáhlé škody hurikánu Katrina byly způsobeny chybami v inženýrství a úsudku člověka“. Na agregátoru recenzí Rotten Tomatoes má film na základě 24 recenzí hodnocení 71 % s průměrným hodnocením 6,85/10. Kritický konsenzus na této stránce zní: „The Big Uneasy nabízí sice nevyrovnaný – ale přesto hodnotný a dobře míněný – pohled na následky strašlivé katastrofy.“.

## Osobní život
Shearer se v roce 1974 oženil s folkovou zpěvačkou Penelope Nicholsovou. Rozvedli se v roce 1977. Od roku 1993 je ženatý s velšskou zpěvačkou a skladatelkou Judith Owenovou. V roce 2005 manželé založili vlastní nahrávací společnost Courgette Records. Shearer má domy v Santa Monice v Kalifornii, ve francouzské čtvrti New Orleans v Louisianě a v londýnském Notting Hillu. Do New Orleans se poprvé vydal v roce 1988 a od té doby se účastní všech New Orleans Jazz & Heritage festivalů.
Shearer často mluví a píše o selhání federálního systému hrází, který zaplavil New Orleans během hurikánu Katrina, a kritizuje jeho pokrytí v mainstreamových médiích a kritizuje roli Armádního inženýrského sboru Spojených států. Před vydáním svého filmu The Big Uneasy na DVD Shearer pořádal projekce filmu na různých místech a odpovídal na otázky diváků.

## Ocenění
Shearer byl posledním ze šesti stálých dabérů Simpsonových, který získal cenu Primetime Emmy za vynikající hlasový výkon postavy. Ocenění obdržel za díl Čtyři chyby a jeden pohřeb.
| Rok  | Ocenění     | Kategorie                                             | Seriál/album                                | Výsledek  | Reference |
| ---- | ----------- | ----------------------------------------------------- | ------------------------------------------- | --------- | --------- |
| 1978 | Cena Emmy   | Vynikající scénář komediálního nebo hudebního seriálu | America 2-Night                             | nominace  | [ 94 ]    |
| 1980 | Cena Emmy   | Vynikající scénář estrádního nebo hudebního pořadu    | Saturday Night Live                         | nominace  | [ 94 ]    |
| 2008 | Cena Grammy | Nejlepší komediální album                             | Songs Pointed and Pointless                 | nominace  | [ 95 ]    |
| 2009 | Cena Grammy | Nejlepší komediální album                             | Songs of the Bushmen                        | nominace  | [ 60 ]    |
| 2009 | Cena Emmy   | Vynikající hlasový projev                             | Simpsonovi: Burns a včely                   | nominace  | [ 96 ]    |
| 2010 | Cena Grammy | Nejlepší komediální album                             | Back from the Dead (se skupinou Spinal Tap) | nominace  | [ 97 ]    |
| 2014 | Cena Emmy   | Vynikající hlasový projev postavy                     | Simpsonovi: Čtyři chyby a jeden pohřeb      | vítězství | [ 98 ]    |